# Sewards End
Sewards End är en by och en civil parish i Uttlesford i Essex i England. Orten har 511 invånare (2011).